# Ascella (botanica)
Viene denominata ascella la zona del fusto corrispondente al punto d'inserzione di foglia, fiori o spine. In tale zona si conserva una porzione di meristema che dà origine a questi organi.. Al suo interno si possono trovare gemme ascellari, che possono originare infiorescenze (gemme fiorali) oppure diramazioni secondarie del fusto (gemme vegetative).